# 美乃雀
美乃雀（日语：美乃すずめ，1996年5月10日—），日本AV女優。所屬事務所是EIGHTMAN。

## 簡歷
2019年10月以AV製造商FALENO的企劃「FALENOstar」的專屬女優身分出道，藝名是「美乃すずめ」。
2021年2月轉移到「DAHLIA」。

## 人物
出身於兵庫縣。
興趣是料理。持有營養師的執照，也喜歡做健康食品。擅長二重跳。

## 外部連結
- 美乃雀的X（前Twitter）（2019年8月1日 - ）
- 美乃雀的Instagram帳戶